# Мадера (Калифорнија)
Мадера (енгл. Madera) град је у америчкој савезној држави Калифорнија. По попису становништва из 2010. у њему је живело 61.416 становника.

## Демографија
Према попису становништва из 2010. у граду је живело 61.416 становника, што је 18.209 (42,1%) становника више него 2000. године.
| Група             | 2000.          | 2010.          |
| Белци             | 10.859 (25,1%) | 10.402 (16,9%) |
| Афроамериканци    | 1.665 (3,9%)   | 2.069 (3,4%)   |
| Азијати           | 618 (1,4%)     | 1.369 (2,2%)   |
| Хиспаноамериканци | 29.274 (67,8%) | 47.103 (76,7%) |
| Укупно            | 43.207         | 61.416         |